# De Carona com Elas
De Carona com Elas é uma websérie brasileira exibida no site Bolsa de Mulher  em parceira com a Petrobras. Teve sua estreia dia 06 de outubro de 2011.

## Sinopse
A Webserie composta por cinco episódios que contam a história de amor entre a jovem Bia e seu carro, o Zé.
Bia recentemente adquiriu seu carro, que batizou de Zé e vem tendo problemas com a manutenção, com a ajuda de João, o simpático mecânico do posto, Bia consegue cada vez melhor lidar com seu carro.

## Elenco
| Ator        | Personagem |
| ----------- | ---------- |
| Thays Gorga | Bia        |
| Vitor Fraga | João       |